# Polia calina
Polia calina là một loài bướm đêm trong họ Noctuidae.